# Венский акционизм
Венский акционизм (Wiener Aktionismus) — радикальное и провокационное движение, связанное с деятельностью группы австрийских художников, работавших вместе на протяжении 1960-х годов. Творчество венских акционистов развивалось одновременно, но в значительной степени независимо от других авангардных движений эпохи, отрицавших традиционные формы искусства. Практика постановки акций в определенных энвайронментах перед аудиторией несёт сходство с Флуксусом, но действия венских акционистов заметно отличались деструктивностью и насилием, часто включали использование обнаженного тела, крови, экскрементов, туш животных.

## Художники
Основными членами группы были:
- Гюнтер Брус (Günter Brus, 1938)
- Отто Мюль (Otto Muehl, 1925—2013)
- Герман Нич (Hermann Nitsch, 1938)
- Рудольф Шварцкоглер (Rudolf Schwarzkogler, 1940—1969)
- Петер Вайбель (Peter Weibel, 1944)

Также с движением были связаны Анни Брус (жена Гюнтера Бруса) и фотограф Хайнц Цибулька.

## История движения
Искусство послевоенного периода стояло на перипетии: с одной стороны, художники столкнулись с руинами европейского авангарда, утратившего свои силы после бедствий нацизма и тоталитаризма, а с другой — с безграничными возможностями неоавангарда, родившегося за океаном. Венские акционисты принадлежат к поколению австрийцев, которые выросли с памятью о Второй мировой войне, их работа отчасти является реакцией на то, что они считали политическим угнетением и социальным лицемерием в своей стране. Акции, которые они проводили, часто носили ритуальный характер, включали элементы из древнегреческих церемоний и христианскую символику — кровь, вино и крест. Во многих перформансах венские акционисты использовали жертвенных животных, наносили себе увечья и пили мочу. Они видели эти акции как род катарсиса, избавление от агрессивных человеческих инстинктов, подавляемых обществом. По словам Аллана Капроу, в Вене решающее значение приобрело знакомство с творчеством Джексона Поллока — как прямое, так и опосредованное.
Художники начали сотрудничать в 1961, а в 1966 начали называть себя «Institut für Direkte Kunst» (Институт прямого искусства). Как акционисты они были активны между 1960 и 1971. После 1970 большинство художников продолжили свою творческую деятельность независимо друг от друга.
Первые эксперименты по уничтожению традиционных форм и материалов живописи провели Гюнтер Брус и Отто Мюль около 1960 года. После объединения венцы признали необходимость некомпозиционного подхода, расстраивающего перспективный порядок. Самым важным шагом стала экспансия живописи в публичное пространство с не лишенной театральностью перформативных практик. Впрочем, перцептивные параметры этой пространственной экспансии поначалу казались неясными самим художникам. Даже в самых первых своих перформансах, показанных в 1962 году, художники концентрировали внимание на теле, трактуя его как объект анализа и средоточие либидо, позволяющее драматически разыграть пересечение психосоматической субъективности с механизмами социального подчинения.
Раннее творчество группы включало грубые ассамбляжи и живопись действия, от которых они быстро перешли к экстремальным и провокационным перформансам. В 1960 году Нитч начал создавать свои вариации на тему ташизма и живописи действия наливанием краски (чаще всего кроваво-красной), симулируя тем самым жертвоприношение посредством модернистской монохромной живописи. Эти «Залитые картины», как называл их Нитч, прямо говорили о том, что плоский холст — это уже не просто объект неопозитивистской авторефлексии, что он должен вновь стать вместилищем ритуального и трансцендентного опыта. В манифесте «Кровавый орган» (1962), Нитч заявит: «В своем искусстве (которое есть форма поклонения жизни) я принимаю на себя то, что представляется негативным, извращенным и непристойным вожделением, вместе со следующей отсюда жертвенной истерией, чтобы избавить вас от скверны и стыда нисхождения к пределу».
Названия некоторых акций Мюля дают представление об их содержании: «Penis Action» («Акция пениса»), 1963; «Christmas Action: A Pig is Slaughtered in Bed» («Рождественская акция: свинья, убитая в постели»), 1969; «Action with Goose» («Акция с гусем»), представленная на Wet Dream Festival в Амстердаме в 1971. В «Libi» (1969) разбитое яйцо разбрызгивалось в рот Мюля из вагины женщины с менструацией.
Такой тип перформансов привел в ряде случаев к аресту участников. В июне 1968 Гюнтер Брус начал отбывать шесть месяцев заключения за унижение символов государства, а затем покинул Австрию, чтобы избежать второго ареста. Отто Мюль получил месяц тюрьмы после участия в публичной акции «Art and Revolution» в 1968. После «Piss Action» перед аудиторией в Мюнхене Мюль скрывался от полиции Западной Германии. Герман Нич получил две недели заключения в 1965 после участия с Рудольфом Шварцкоглером в фестивале психо-физического натурализма.
Нич был главным оратором группы. Он описывал подобное творчество как «эстетическую форму молитвы» и утверждал, что это принесет освобождение от насилия через катарсис.

## Наследие
Документации акций сохранились благодаря связям между акционизмом и экспериментальным кино 1960-х. Австрийский режиссёр Курт Крен (Kurt Kren) участвовал в документации перформансов венских акционистов с 1964, создав большое количество фильмов.